# الدوري المالطي الممتاز 2015–16
الدوري المالطي الممتاز 2015–16 (بالإنجليزية: 2015–16 Maltese Premier League)‏ هو الموسم 101 من  الدوري المالطي الممتاز. أقيم خلال الفترة 21 أغسطس 2015 وحتى 6 مايو 2016، والذي يشرف على تنظيمه اتحاد مالطا لكرة القدم، وكان عدد الأندية المشاركة فيه  12، وفاز فيه نادي فاليتا.